# Богданьчовиці
Богданьчовиці (пол. Bogdańczowice, нім. Wüttendorf) — село в Польщі, у гміні Ключборк Ключборського повіту Опольського воєводства.
Населення — 163 особи (2011).

## Демографія
Демографічна структура станом на 31 березня 2011 року:
|          | Загалом | Допрацездатний вік | Працездатний вік | Постпрацездатний вік |
| -------- | ------- | ------------------ | ---------------- | -------------------- |
| Чоловіки | 81      | 13                 | 58               | 10                   |
| Жінки    | 82      | 14                 | 46               | 22                   |
| Разом    | 163     | 27                 | 104              | 32                   |